# Franciszek Kuhyōe
 Franciszek Kuhyōe (Franciszek Kurobioye) (zm. 17 sierpnia 1627 w Nagasaki) – błogosławiony Kościoła katolickiego, japoński tercjarz franciszkański, katechista, męczennik.

## Życiorys
Pochodził z Chikugo. Prowadził działalność apostolską jako katechista. W tym czasie w Japonii prześladowano chrześcijan. Został spalony żywcem z powodu wyznawanej wiary 17 sierpnia 1627 w Nagasaki razem z wieloma innymi chrześcijanami.
Został beatyfikowany w grupie 205 męczenników japońskich przez Piusa IX w dniu 7 lipca 1867 (dokument datowany jest 7 maja 1867).
Dniem jego wspomnienia jest 10 września (w grupie 205 męczenników japońskich).